# يحيى بن أبي طالب
أبو بكر يحيى بن أبي طالب واسم أبي طالب: جَعْفَر بْن عَبْد الله بْن الزبرقان، راوي حديث من الثقات من موالي بني هاشم. يُقال: مولى الْعَبَّاس بْن عَبْد المطلب عتاقة، وُلد سنة اثنتين وثمانين ومائة. وهو أخو الْعَبَّاس والفضل وأصلهم من واسط، قال أبو حاتم: محله الصدق. توفي في شوال سنة خمس وسبعين ومائتين.

## روايته للحديث
- سمع: علي بن عاصم، وأبا بدر شجاع بن الوليد، ويزيد بن هارون، ومعروفا الزاهد، وعبد الوهاب بن عطاء، وأبا داود الطيالسي، وزيد بن الحباب، وطبقتهم.
- حدث عنه: أبو بكر بن أبي الدنيا، وابن صاعد، وأبو جعفر بن البختري، وعثمان بن السماك، وأبو سهل القطان، وأبو بكر النجاد، وعبد الله بن إسحاق الخراساني، وخلق سواهم.
- الجرح والتعديل: قال البرقاني: أمرني الدارقطني أن أخرج ليحيى بن أبي طالب في الصحيح. وقال موسى بن هارون: أشهد عليه أنه يكذب عني -يريد في كلامه لا في الرواية-. وقال أبو أحمد الحاكم: ليس بالمتين. أبو حاتم الرازي: محله الصدق. وذكره أبو حاتم بن حبان البستي في الثقات. وقال أبو دواد السجستاني: خط على حديثه. وقال أبو عبد الله الحاكم النيسابوري: ثقة. وقال الدارقطني: لم يطعن فيه أحد بحجة، ولا بأس به عندي. وقال الذهبي : محدث مشهور. وقال مسلمة بن القاسم الأندلسي: ليس به بأس، تكلم الناس فيه.[3]